# Municipio de Kingwood
El municipio de Kingwood (en inglés: Kingwood Township) es un municipio ubicado en el condado de Hunterdon en el estado estadounidense de Nueva Jersey. En el año 2010 tenía una población de 3.845 habitantes y una densidad poblacional de 41,43 personas por km².

## Geografía
El municipio de Kingwood se encuentra ubicado en las coordenadas 40°29′13″N 75°0′54″O / 40.48694, -75.01500.

## Demografía
Según la Oficina del Censo en 2000 los ingresos medios por hogar en el municipio eran de $71,551 y los ingresos medios por familia eran $81,642. Los hombres tenían unos ingresos medios de $54,107 frente a los $31,326 para las mujeres. La renta per cápita para la localidad era de $30,219. Alrededor del 2.9% de la población estaba por debajo del umbral de pobreza.